# Synaxis triangulata
Synaxis triangulata là một loài bướm đêm trong họ Geometridae.